# شهرستان داله (آلاباما)
شهرستان داله، آلاباما (به انگلیسی: Dale County, Alabama) شهرستانی در ایالات متحده آمریکا است که در آلاباما واقع شده‌است.

## خصوصیات
شهرستان داله ۱٬۴۵۸٫۱۷ کیلومترمربع مساحت دارد.